# Линдси, Роберт, 29-й граф Кроуфорд

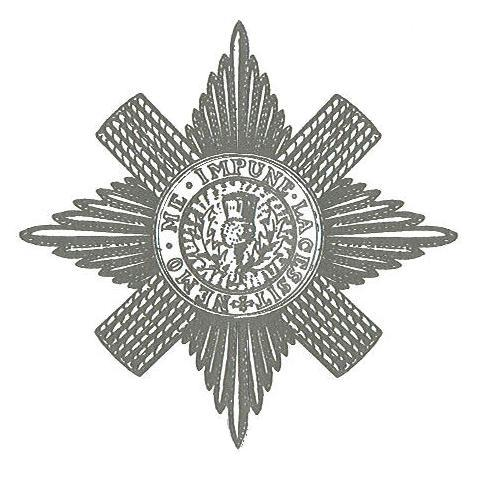
Звезда Ордена Чертополоха

Роберт Александр Линдсей, 29-й граф Кроуфорд и 12-й граф Балкаррес (англ. Robert Alexander Lindsay, 29th Earl of Crawford and 12th Earl of Balcarres; 5 марта 1927, Великобритания — 18 марта 2023, Файф, Шотландия) — шотландский наследственный пэр и консервативный политик. Он был известен как лорд Балниел с 1940 по 1975 год. Был членом Палаты общин Великобритании с 1955 по 1974 год.

## Биография
Родился 5 марта 1927 года. Старший сын Дэвида Линдси, 28-го графа Кроуфорда и 11-го графа Балкарреса (1900—1975), и Мэри Кэтрин Кавендиш (1903—1994).
13 декабря 1975 года после смерти отца Роберт Линдси унаследовал титулы 29-го графа Кроуфорда, 12-го графа Балкарреса, 13-го лорда Линдси из Балкарреса, 12-го лорда Линдси и Балниела, 6-го барона Уигана из Хейг-Холла.
Лорд Кроуфорд и Балкаррес — первый граф Шотландии и глава клана Линдси. После смерти барона Идена 23 мая 2020 года Роберт Линдси стал выжившим бывшим депутатом парламента с самой ранней датой первых выборов, впервые войдя в парламент на парламентских выборах 1955 года.
Линдсей получил образование в Итонском колледже и Тринити-колледже в Кембридже. С 1945 по 1948 год он служил в гренадерской гвардии. Он был почетным атташе посольства Великобритании в Париже с 1950 по 1951 год, а затем работал в отделе консервативных исследований.
Лорд Балниел был избран в парламент от консервативной партии в Хартфорде на парламентских выборах 1955 года в Соединённом королевстве в возрасте 28 лет и служил личным секретарем Генри Брука в парламенте до 1959 года. С 1959 по 1965 год лорд Балниел был президентом Ассоциации сельских районных советов, а с 1963 по 1970 год он был председателем Национальной ассоциации психического здоровья.
В то время как Консервативная партия находилась в оппозиции, он занимал пост пресс-секретаря по иностранным делам с 1965 по 1967 год, а затем вошел в Теневой кабинет в качестве представителя по социальным услугам. После победы партии на парламентских в Соединённом королевстве в 1970 году он занимал пост государственного министра обороны, а затем с 1972 года был государственным министром иностранных дел и по делам Содружества.
Лорд Балниел переключился на то, чтобы представлять Уэлвин и Хэтфилд на парламентских выборах в Соединённом королевстве в феврале 1974 года, едва выиграв место, но потерпел поражение на всеобщих выборах в октябре. В январе 1975 года он получил пожизненное звание пэра как барон Бэлниел из Питкорти в графстве Файф, а в декабре того же года стал 29-м графом Кроуфордом. После принятия Закона о Палате лордов 1999 года он заседал в Палате лордов в силу своего пожизненного звания пэра. Он вышел в отставку из Палаты лордов 28 ноября 2019 года. После смерти лорда Идена из Уинтона 23 мая 2020 года Кроуфорд стал первым из ныне живущих избранных бывших членов парламента.
Граф Кроуфорд был назначен первым комиссаром по наследству короны с 1980 по 1985 год.
Кроуфорд был лордом-камергером королевы Елизаветы, королевы-матери с 1992 года до ее смерти в 2002 году. Он был назначен рыцарем Большого креста Королевского Викторианского ордена (GCVO) в Списке особых наград, опубликованном после смерти королевы-матери.

## Брак и дети
27 декабря 1949 года лорд Балниел женился на Рут Беатрис Мейер-Бехтлер. У них четверо детей:
- Беттина Мэри Линдси (род. 26 июня 1950), муж с 1975 года Питер Чарльз Драммонд-Хэй (род. 1948), от брака с которым у неё было четверо детей.
- Леди Иона Сина Линдси (род. 10 августа 1957), муж с 1983 года Чарльз Джерард Макворт-Янг (род. 1954), детей нет.
- Энтони Роберт Линдси (род. 24 ноября 1958), 30-й граф Кроуфорд. Женат с 1989 года на Николе Бикет, от брака с которой у него четверо детей (старший сын — Александр Томас Линдси, мастер Линдси).
- Александр Уолтер Линдси (род. 18 марта 1961), холост.

## Награды
- Кавалер Ордена Чертополоха, 1996 год
- Рыцарь Большого креста Королевского Викторианского ордена, 2002 год
- Тайный советник, 4 февраля 1972 года[7].